# ICRANet
O ICRANet, acrônimo para International Center for Relativistic Astrophysics Network, é uma organização internacional que viabiliza atividades de pesquisa na área de astrofísica relativística e áreas afins. Seus membros são constituídos por quatro países, três universidades e centros de pesquisa. São eles: a República da Armênia, a República Federativa do Brasil, a República italiana, o Estado da Cidade do Vaticano, a Universidade do Arizona (USA) e a Universidade Stanford (USA) e o ICRA. 
A sua sede principal está localizada em Pescara, Itália.

## História

### ICRA e ICRANet
Em 1985, ICRA (sigla em inglês para Centro Internacional de Astrofísica Retativística) foi fundado pelo professor Remo Ruffini (Universidade "Sapienza" de Roma), juntamente com os professores Riccardo Giacconi (Prêmio Nobel de Física em 2002), Abdus Salam (Prêmio Nobel de Física em 1979), Paul Boyton (Universidade de Washington), George Coyne (ex-diretor do Observatório do Vaticano), Francis Everitt (Universidade Stanford) e Fang Li-Zhi (Universidade de Ciência e Tecnologia da China).
O estabelecimento e o estatuto do ICRANet foram assinados em 19 de março de 2003 e reconhecidos no mesmo ano pelas República da Armênia e o Estado do Vaticano. O ICRANet foi criado em 2005 por meio de uma lei do Governo Italiano, ratificada pelo Parlamento Italiano e assinada pelo então Presidente da República Italiana Carlo Azeglio Ciampi, em 10 de fevereiro de 2005. As Repúblicas da Armênia, Itália, o Estado do Vaticano, ICRA, a Universidade do Arizona e a Universidade Stanford são seus membros fundadores.
Em 12 de setembro de 2005 o Comitê Diretivo foi estabelecido e teve seus primeiros membros. Os professores Remo Ruffini e Fang Li-Zhi foram indicados ao seu cargo de Diretor e Presidente do Conselho, respectivamente. Em 19 de dezembro de 2006 o Comitê Científico foi estabelecido e teve o seu primeiro encontro em Washington. Riccardo Giacconi foi apontado como o seu Presidente e John Mester o seu vice-presidente.
Em 21 de setembro de 2005 o Diretor do ICRANet assinou com o então Embaixador do Brasil, Dante Coelho De Lima, a adesão da República Federativa do Brasil ao ICRANet. A entrada do Brasil, requerida pelo então Presidente do Brasil, Luiz Inácio Lula da Silva, foi unanimente ratificada pelo Parlamento Brasileiro. Em 12 de agosto de 2011 a Presidente do Brasil Dilma Rousseff assinou o ingresso do Brasil no ICRANet.

### Conferências Marcel Grossman
No início do século XX desenvolveu-se um novo ramo da matemática, o cálculo tensorial, nos trabalhos de Gregorio Ricci-Curbastro e Tullio Levi-Civita da Universidade de Pádua e da Universidade "Sapienza" de Roma. Possuindo um conhecimento profundo da escola italiana de geometria e tendo estado próximo de Einstein, Marcel Grossmann, da Universidade de Zurique, ilustrou a ele esses conceitos. A colaboração entre Einstein e Grossmann foi fundamental para o desenvolvimento da Relatividade Geral.
A fim de promover esta importante colaboração entre física e matemática, e para comemorar este evento histórico, em 1975 os físicos Remo Ruffini e Abdus Salam inauguraram os encontros "Marcel Grossmann (MG)" sobre os Desenvolvimentos Recentes (teóricos e experimentais) em Relatividade Geral e Teorias de Campo Relativísticos, que se realizam a cada três anos em países diferentes. O MG1 e o MG2 aconteceram em Trieste, em 1975 e em 1979 respectivamente; o MG3 realizou-se em 1982 em Xangai; o MG4 em 1985 em Roma; o MG5 em 1988 em Perth; o MG6 em 1991 em Quioto; o MG7 em 1994 em Stanford; o MG8 em 1997 em Jerusalém; o MG9 em 2000 em Roma; o MG10 em 2003 no Rio de Janeiro; o MG11 em 2006 em Berlim; o MG12 em 2009 em Paris; o MG13 em 2012 em Estocolmo; o MG14 em 2015 em Roma. Desde sua fundação, o ICRANet desempenha um papel de primeiro plano na organização dos convênios MG.

### Ano Internacional da Astronomia
O ICRANet foi um Membro Organizativo do Ano Internacional da Astronomia em 2009 (sigla IYA2009 em inglês) e apoiou financeiramente a coordenação global do IYA2009. Naquela ocasião, o ICRANet organizou uma série de convênios internacionais sob o título geral de "Sóis, estrelas, o universo e a Relatividade Geral" como o "1st Zeldovich Meeting" (Minsk, Bielorrússia), o Encontro de Sobral (Fortaleza, Brasil), o 1º encontro Galileo - Xu Guangqi (Shanghai, China), o 11º Simpósio Ítalo-Coreano em Astrofísica Relativística (Seoul, Coréia do Sul), a quinta Conferência Autralasian – Encontro Christchurch (Christchurch, Nova Zelândia).

### Ano Internacional da Luz
O ano de 2015 celebra a iniciativa das Nações Unidas e da UNESCO como o Ano Internacional da Luz, o centenário da formulação das equações da Relatividade Geral por Albert Einstein, e o décimo quinto aniversário do nascimento da Astrofísica Relativística. O ICRANet é um dos membros patrocinadores dessas celebrações.
Em 2015, o ICRANet também organizou uma série de encontros internacionais, incluindo: O Segundo encontro ICRANet César Lattes (Niterói-Rio de Janeiro-João Pessoa-Recife-Fortaleza, Brasil), a Conferência Internacional em Gravitação e Cosmologia, o quarto encontro Galileu-Xu Guangqi (Beijing, China), o décimo quarto encontro Marcel Grossmann - MG14 (Roma, Itália), o primeiro encontro Julio Garavito em Astrofísica Relativística (Bucaramanga-Bogotá, Colômbia) e o primeiro encontro Caribenho Sandoval Vallarta em Astrofísica Relativística (Cidade do México, México).

## Organização e estrutura
O ICRANet é uma organização internacional que promove pesquisas nas áreas de Astrofísica Relativística e áreas afins.
A sua organização consiste do Diretor, do Comitê Diretivo e do Comitê Científico. Os membros dos comitês são os representantes dos países e instituições afiliadas. O ICRANet tem um dado número de docentes permanentes. Suas atividades são auxiliadas por uma junta administrativa e secretarial. O financiamento do ICRANet tem por base um estatuto relacionado aos montantes providos pelos governos-membros e por contribuições e doações espontâneas. 
O Diretor do ICRANet é Remo Ruffini.
O atual (2015) Comitê Diretivo consiste dos seguintes membros
- Armênia: Haik Harutyunian
- Brasil: Ademar Seabra da Cruz Junior
- ICRA: Remo Ruffini
- Itália
  1. Ministério do Exterior Italiano, Unidade Científica e Tecnológica Bilateral e Multilateral: Fabrizio Nicoletti, Alessandra Pastorelli, Immacolata Pannone
  2. Ministério da Economia e Finanças, Contabilidade Geral do Estado, IGAE, Uff. IX: Giampaolo Bologna, Antonio Bartolini
  3. MIUR: Vincenzo Di Felice, Giulietta Iorio
  4. Município de Pescara: Marco Alessandrini, Carlo Pace
- Universidade Stanford: Francis Everitt
- Universidade do Arizona: Xiaohui Fan
- Estado do Vaticano: Guy Consolmagno

O atual (2015) Presidente do Comitê Diretivo é Francis Everitt.
O primeiro Presidente do Comitê Diretivo foi Riccardo Giacconi, recipiente do Prêmio Nobel de Física em 2002, o qual concluiu seu termo em 2013 por razões de idade. O atual (2015) Presidente do Comitê Científico é Felix Aharonian.
O Comitê Científico de 2015 é composto pelos seguintes membros: Prof. Felix Aharonian (Armêmia), Dr. Carlo Luciano Bianco (ICRA), Prof. Massimo Della Valle (Itália), Prof. John Mester (Universidade Stanford), Prof. David Arnett (Universidade do Arizona) e Dr. Gabriele Gionti (Estado do Vaticano).
Os docentes em 2015 consistiam dos Professores Vladimir Belinski, Carlo Luciano Bianco, Jorge Rueda, Remo Ruffini, Gregory Vereshchagin e She-Sheng Xue, e são auxiliados por uma junta auxiliar de mais de 30 cientistas mundialmente renomados que participam das atividades do ICRANet, e 80 conferencistas e professores visitantes. Entre eles estão os recipientes do Prêmio Nobel Riccardo Giacconi, Murray Gell-Mann, Theodor Hansch, Gerald ‘t Hooft e Steven Weinberg.

## Estados membros e institutos
Atualmente seus membros são quatro países e três universidades/centros de pesquisa.
Estados Membros:
| Países                         | Data de adesão |
| ------------------------------ | -------------- |
| República da Armênia           | 2003           |
| República Federativa do Brasil | 2011           |
| República Italiana             | 2003           |
| Estado da Cidade do Vaticano   | 2003           |

Institutos membros:
| Institutos                     | Data de adesão |
| ------------------------------ | -------------- |
| Universidades do Arizona (USA) | 2003           |
| Universidade Stanford (USA)    | 2011           |
| ICRA                           | 2003           |

O ICRANet tem assinado acordos de colaboração com mais de 60 institutos, universidades e centros de pesquisa em diferentes países.

## Sedes e centros do ICRANet
A rede conta com sedes e centros. Foram assinados acordos de sedes, estabelecendo direitos e privilégios como o de extraterritorialidade, pela sede em Pescara, pela sede do Rio de Janeiro no Brasil e pela sede de Erevan na Armênia. O Acordo de sede pela sede em Pescara foi ratificado no dia 13 de maio de 2010. O Acordo de sede pela sede em Erevan foi approvado por unanimidade pelo Parlamento da República da Armênia no dia 13 de novembro de 2015
Através da rede europeia de dados direcionada para pesquisa e educação (GÉANT) e da rede do GARR foi possível integrar ligações de alta velocidade por fibra óptica com diferentes lugares.
Os centros ICRANet atualmente ativos são:
- A sede pincipal do ICRANet em Pescara, Itália.
- O Departamento de Física da Universidade “Sapienza” de Roma, Itália;
- Villa Ratti em Nice, França;
- O Presidium da Acadêmia Nacional de Ciêcias da Armênia;
- O CBPF – Centro Brasileiro de Pesquisas Físicas, no Rio de Janeiro, Brasil.

### Centros em Pescara, Roma e Nice
A sede do ICRANet está em Pescara, Itália. Esta se dedica à coordenação das atividades do ICRANet. Encontros anuais dos comitês científico e diretivo geralmente ocorrem lá, bem como outros encontros internacionais, tais como os Simpósios Ítalo-Coreano em Astrofísica Relativística. Atividades científicas no centro em Pescara incluem pesquisas em Cosmologia primordial no estilo da escola Russa guiada por Vladimir Belinski.
As atividades do ICRANet no centro em Nice constituem-se da coordenação do programa de doutorado IRAP, bem como atividades científicas relacionadas às observações em altíssimas energias pelas universidades de Savoia e observações utilizando telescópios gigantes (VLT) feitas pelo Observatório Côte d’Azur, os quais involvem os trabalhos de doutorado dos estudantes IRAP. A Universidade de Savoia é o membro francês mais próximo do CERN.
| Sede principal do ICRANet em Pescara (Itália). | Universidade "Sapienza" em Roma; no Departamento de Física está hospedada a sede do ICRANet em Roma (Itália). | Sede do ICRANet em Nice (França). |

### Centro na Armênia
O centro do ICRANet em Erevan foi estabelecido na superintendência da Academia Nacional de Ciências da República da Armênia em Janeiro de 2014. Está localizado na Avenida Marechal Baghramian, nº. 24a. As atividades científicas neste centro são coordenadas pelo professor Felix Aharonian e pelo doutor Narek Sahakyan. Na Armênia, o centro do ICRANet colabora com outras instituições e universidades associadas à Academia de Ciências na organização conjunta de encontros/workshops internacionais, escolas de verão para estudantes de doutorado e programas de mobilidade para pesquisadores na área de Astrofísica. O centro ICRANet na Armênia coordena as atividades do ICRANet em países na Ásia-Central e Europa Oriental. 
Em 2014, o governo da República da Armênia aprovou o acordo para estabelecer o ICRANet em seu território. Este foi assinado em Roma no dia 14 de Feveiro de 2015 pelo Diretor do ICRANet, Prof. Remo Ruffini e o embaixador da Armênia na Itália, Sr. Sargis Ghazaryan. Em 13 de Novembro de 2015 o parlamento Armeno aprovou unanimente o seu acordo de sede.
Uma escola de verão e uma conferência científica internacional dedicadas à Astrofísica Relativística intitulada "1º Encontro Científico ICRANet na Armênia: Buracos Negros: as maiores fontes de energia do Universo" foram organizados na Armênia de 28 de Junho à 4 de Julho de 2014.

### Centro no Brasil

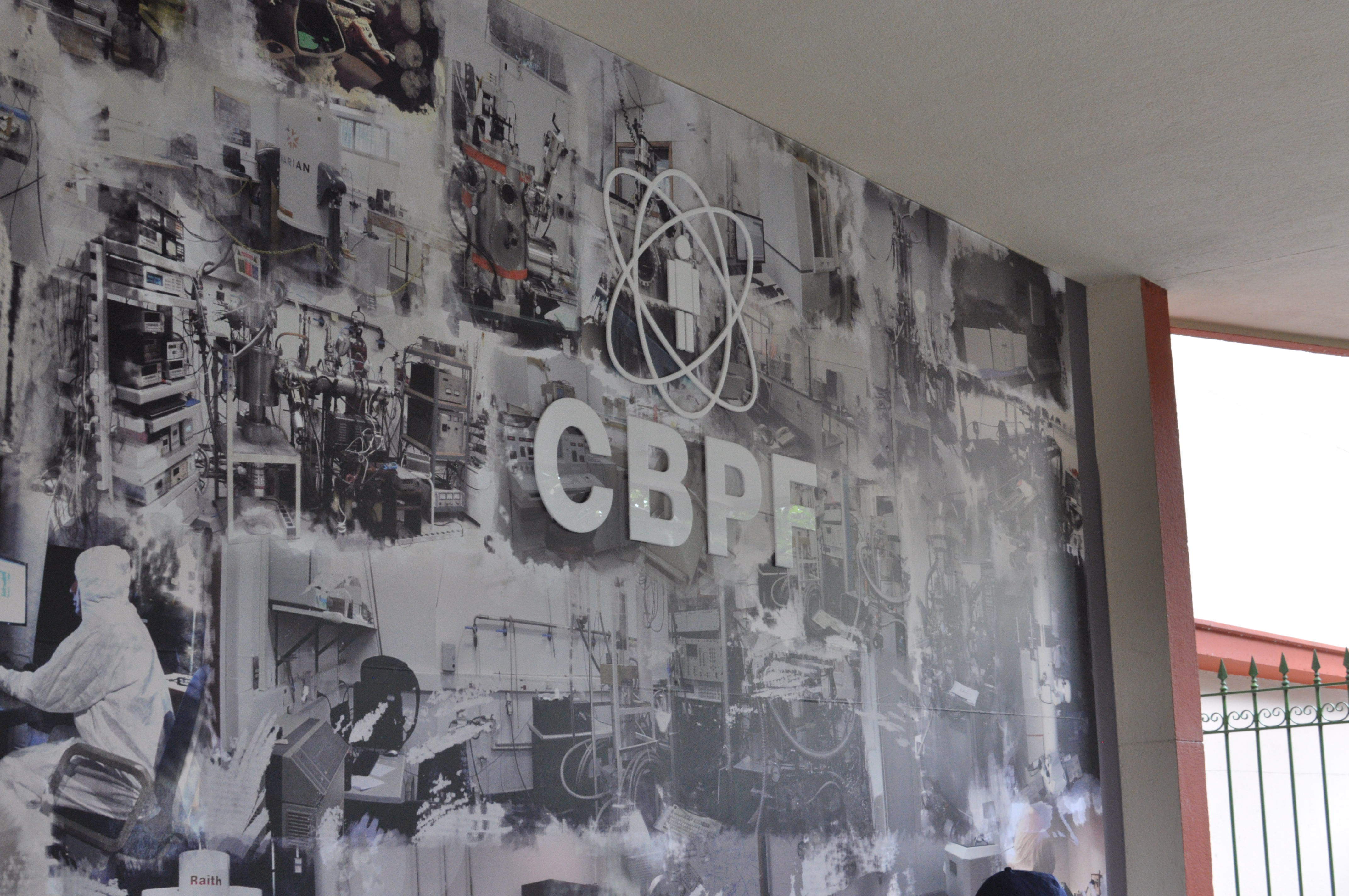
entrada do CBPF - onde se encontra hospedado o ICRANet-Rio

O assento do ICRANet no Rio de Janeiro foi inicialmente estabelecido nas premissas do CBPF, com a sua possível extensão para o Cassino da Urca. O "2º Encontro ICRANet-César Lattes" dedicado à Astrofísica Relativística ocorreu no Rio de Janeiro em 2015. Uma escola em Cosmologia e Astrofísica está sendo organizada com o interesse de oferecer um treinamento avançado em Astrofísica, Cosmologia e áreas afins, e promover um programa contínuo de cursos para pesquisadores Brasileiros e Sul-Americanos.
Atualmente (2015), o ICRANet assinou acordos de colaborações científicas com 15 universidades Brasileiras, institutos e centros de pesquisa. 
Há dois programas específicos iniciados pelo ICRANet, os quais estão em andamento (2015):
- a possibilidade de reconstrução em uma parte do Cassino da Urca para o assento do ICRANet no Brasil e América Latina (com o projeto do arquiteto Italiano Carlo Serafini).
- a possibilidade do "Centro Científico Brasileiro de Dados (BSDC em inglês)", um novo centro de processamento de dados em Astrofísica, construído seguindo o conceito do "ASI Science Data Center (ASDC)" da Agência Espacial Italiana, o qual consistirá em uma única infraestrutura de pesquisa na interface entre astrofísica experimental e teórica.

## ICRANet o Programa IRAP-PhD
A partir de 2005, o ICRANet co-organiza um Programa de Doutorado Internacional em Astrofísica Relativística (International Relativistic Astrophysics Ph.D. Program, IRAP-PhD) em conjunto com: AEI - Istituto Albert Einstein - Potsdam (Alemanha), CBPF - Centro Brasileiro de Pesquisas Físicas (Brasil), Centro Indiano di Física Espacial (Índia), INPE (Instituto Nacional de Pesquisas Espaciais, Brasil), Instituto de Estudos Científicos Superiores - IHES (França), Observatório da Côte d'Azur (França), Observatório de Shanghai (China), Observatório de Tartu (Estônia), Universidade de Bremen (Alemanha), Universidade de Oldemburgo (Alemanha), Universidade de Ferrara (Itália) Universidade de Nice (França), Universidade “Sapienza” de Roma (Itália) e Universidade de Savóia (França). O Programa de Doutorado IRAP Ph.D. confere o primeiro diploma de Ph. D. Conjunto entre as instituições participantes e é parte do prestigioso programa Erasmus Mundus da Commissão Europeia.

Na próxima década a comunidade científica internacional estará envolvida numa série de grandes projetos astronômicos como a construção dos maiores telescópios ópticos do mundo, o E-ELT, o SKA e o CTA, os quais estudarão, a partir de laboratórios terrestres, os fenômenos astrofísicos de alta energia. O Programa IRAP-Ph.D. criado pelo ICRANet visa criar as condições para a formação de uma nova geração de cientistas, líderes nos seus respectivos campos da Astrofísicas, os quais serão os usuários destes instrumentos. Justamente por esta razão foi criada uma rede de universidades e centros de pesquisa que poderá oferecer treinamentos complementares avançados. Cada estudante admitido ao IRAP PhD faz parte de uma equipe em um dos seus laboratórios do consórcio e a cada ano visita os outros centros para se manter a par das últimas novidades com os principais especialistas do mundo em relatividade geral, astrofísica relativística, cosmologia e teoria quântica de campos.
Entre os centros associados, além daqueles dedicados à teoria, existem outros que realizam experimentos e observações. Desta forma, os estudantes têm a possibilidade de uma formação completa em astrofísica relativística teórica e uma visão de como desenvolver em astrofísica uma precisa missão espacial ou observações em laboratórios terrestres.
A língua oficial do Programa é o inglês; no entanto os estudantes podem aprender a língua do país de destino, atendendo diversos cursos oferecidos pelas universidades parceiras.
Até agora (2015), 111 estudantes têm-se inscritos no Programa IRAP-Ph.: 1 da Albânia, 3 da Argentina, 5 da Armênia, 1 da Áustria, 2 da Bielorrússia, 16 do Brasil, 5 da China, 9 da Colômbia, 2 da Croácia, 5 da França, 5 da Alemanha, 7 da Índia, 4 do Irã, 34 da Itália, 2 do Cazaquistão, 1 do México, 1 do Paquistão, 4 da Rússia, 1 da Sérvia, 1 da Suécia, 1 da Suíça, 1 de Taiwan, 1 da Turquia e 1 da Ucrânia.

## Investigação científica
As finalidades do ICRANet são a formação/treinamento e pesquisa no campo da astrofísica relativística.
As principais atividades do ICRANet visam a promoção da cooperação científica internacional e muitos projetos de pesquisa científica no campo da astrofísica relativística, cosmologia, física teórica e física matemática estão sendo realizados com este fim.
As principais áreas de pesquisa científica no ICRANet são:
- Raios-gama e Neutrinos dos “aceleradores cósmicos”;
- Soluções exatas das equações de Einstein e Einstein-Maxwell;
- Explosões de raios-gama;
- Efeitos relativísticos em Física e Astrofísica;
- Análises de dados complexa (grande fluxo);
- Cosmologia e estruturas em grande escala;
- Física de astropartículas teórica;
- Generalizações da solução de Kerr-Newman;
- Buracos negros e quasares;
- Pares de elétron-pósitron em física e astrofísica;
- De núcleos a estrelas compactas;
- Supernovas;
- Simetrias em Relatividade Geral;
- Sistemas auto-gravitantes, estruturas e dinânica galácticas;
- Sistemas complexos interdisciplinares.

Entre 2006 e o começo de 2015, o ICRANet produziu mais de 1800 artigos científicos publicados em prestigiadas revistas internacionais, tais como Physical Review, the Astrophysical Journal, Astronomy and Astrophysics etc., dentro das diferentes linhas de pesquisa.
Novos conceitos científicos e expressões introduzidas pelos cientistas do ICRANet
- Buraco Negro (Ruffini, Wheeler 1971)[40]
- Ergosfera (Rees, Ruffini, Wheeler, 1974)[41]
- “Caça e queda” (Rees, Ruffini, Wheeler, 1974)[41]
- Decomposição da massa do buraco negro (Christodoulou, Ruffini, 1971)[42]
- Transformações reversíveis e irreversíveis em buracos negros (Christodoulou, Ruffini, 1971)[42]
- Diadosfera (Damour, Ruffini, 1975; Preparata, Ruffini, Xue, 1998)[43][44]
- Diadotoro (Cherubini et al., 2009)[45]
- Colapso gravitacional induzido (Rueda, Ruffini, 2012)[46]
- Hipernovas binárias (Ruffini et al., 2014)[47]
- Matriz cósmica (Ruffini et al., 2015)[48]

## Outras atividades

### Encontros internacionais

#### Encontros ítalo-coreanos
Os simposios Ítalo-Coreanos em Astrofísica Relativística são uma série de encontros bienais organizados na Itália e na Coréia do Sul desde 1987. Estes vêm fomentando colaborações entre astrofísicos dos supraditos países em novos assuntos de grande interesse científico na área de astrofísica. Os simpósios cobrem tópicos em astrofísica e cosmologia, tais como explosões de raios-gama e estrelas compactas, raios cósmicos de altas energias, energia e matéria escura, relatividade geral, e nova física associada à cosmologia.

#### Encontros Galileo-Xu Guangqi
Os encontros Galileo-Xu Guangqi foram criados com o propósito de promover uma vez ao ano um fórum de trocas de ideias científicas entre o leste e o oeste no escopo da astrofísica relativística e campos fundamentais, associados às áreas teórica, experimental e observacional.
O nome do pesquisador Xu Guangqi, colaborador de Matteo Ricci, foi escolhido como uma forma de reconhecimento às suas fortes iniciativas no processo de modernização e desenvolvimento científico na China, como por exemplo, fazendo-se conhecer nesse país os trabalhos de Euclides e Galileu. Os encontros são dedicados também às recordações das raízes da pesquisa moderna no Leste e Oeste e uma revisão dos progressos em astrofísica relativística. O primeiro encontro Galileo- Xu Guangqi ocorreu em Shangai, China, em 2009. O segundo no Jardim Botânico Hanbury, em Ventimiglia, Itália e Villa Ratti, Nice, França, em 2010. Os terceiro e quarto ocorreram em Beijing, China, em 2011 e 2015, respectivamente.

#### Workshops Stueckelberg em Teorias de campos relativísticos
Esses workshops constituem-se de discussões em teorias de campos relativísticos em espaços curvos por um período de uma semana, os quais foram inspirados nos trabalhos de E. C. G. Stueckelberg. Os encontros incluem seminários dados por pesquisadores convidados, tais como Abhay Ashtekar, Thomas Thiemann, Gerard ‘t Hooft e Hagen Kleinert.

#### Outros encontros
O ICRANet também organizou:
- Seis seminários sino-italianos[53] sobre cosmologia e astrofísica relativística, realizados a cada ano entre 2004 e 2009 em Pescara, com exceção do Quinto Encontro Sino-Italiano realizado em 2008 em Taipei-Hualian, Taiwan;
- Dois encontros ICRANet César Lattes[54] e o primeiro encontro URCA em astrofísica relativística na cidade do Rio de Janeiro, Brasil;
- Dois encontros Zeldovich[55] em Minsk, Bielorrússia.

### Escolas de doutorado
O ICRANet organiza, dentro do programa IRAP PhD, as Escolas de Doutorado: em particular, foram organizadas 15 escolas em Nice e em Les Houches, na França, dentro do Programa EMJD.

### Programa de visitas
O ICRANet tem desenvolvido um programa de visitas para colaborações científicas de curta e longa duração.
Personalidades ilustres desenvolveram as suas atividades no ICRA e no ICRANet; entre estas estão: Francis Everitt, Presidente do Comitê Científico do ICRANet; Isaak Khalatnikov, físico russo e ex diretor do Landau Institute for Theoretical Physics (de 1965 a 1992); Roy Kerr, matemático da Nova Zelândia e descobridor da "Métrica de Kerr", Thibault Damour; Demetrios Christodoulou; Hagen Kleinert; Neta and John Bachall; Tsvi Piran; Charles Misner; Robert Williams; José Gabriel Funes; Fang Li-Zhi; Rashid Sunyaev.

### Seminários semanais
O ICRANet co-organiza seminários em astrofísica no Departamento de Física da Universidade "Sapienza" e no ICRA em Roma. Todas as instituições que colaboram com o ICRANet, bem como os Centros do ICRANet, participam nesses seminários por vídeo-conferência.

### Centro Brasileiro de dados Científicos
O principal objetivo do centro científico brasileiro de dados (BSDC da sua sigla em inglês) é providenciar os dados de raios X e gama de todas as missões espaciais internacionais, e no futuro para todo o espectro eletromagnético, de todas as fontes galácticas e extragalácticas do Universo. Atenção especial será dedicada e cumprida a respeito dos critérios definidos pelo Observatório Virtual Internacional da Aliança (IVOA da sua sigla em inglês). Além desses objetivos específicos, o BSCD promoverá seminários técnicos, workshops anuais e fará um plano de divulgação científica para a popularização da ciência, tendo como objetivo a compreensão do Universo.
O BSCD está no momento sendo implementado no CBPF e na Universidade Federal do Rio Grande do Sul (UFRG), e será expandido para todos os centros do ICRANet no Brasil e América Latina (Argentina, Colômbia e México), tratando-se assim de um único consórcio continental coordenado de pesquisa.